# ホワイト・サテン
ホワイト・サテンは、リキュールベースのカクテルで、ショートドリンクである。カクテル名にホワイトと付くものの、使用するリキュールが白くはないため、出来上がりは真っ白ではない。サテンとは繻子という織物のこと。

## 標準的なレシピ
- コーヒー・リキュール（特に銘柄は決まっていない）
- ガリアーノ
- 生クリーム

これらを、すべて等量ずつ用いる。

## 作り方
コーヒーリキュール、ガリアーノ、生クリームをシェークし、カクテル・グラス（容量75-90ml程度）に注げば完成である。なお、カクテルグラスに注いだ後、好みで適量のナツメグを振りかけることもある。